# Evangelický hřbitov v Poličce
Evangelický hřbitov v Poličce se nachází ve městě Polička, na Dolním Předměstí, u ulice E. Beranové. Přiléhá ze severní strany ke katolickému (michalskému hřbitovu). Má rozlohu 535 m². 
Pozemek pod hřbitov zakoupil roku 1878 poličský měšťan Josef Novotný od kupce Eduarda Čížka. Hřbitov byl zřízen nákladem 1 052 zlatých. Do zřízení hřbitova byli poličští evangelíci pochováváni na evangelickém hřbitově v Kamenci. Poličský hřbitov byl posvěcen a předán svému účelu dne 28. září 1878 farářem Josefem Martínkem z Telecího.
Současným vlastníkem hřbitova je město Polička.

## Galerie

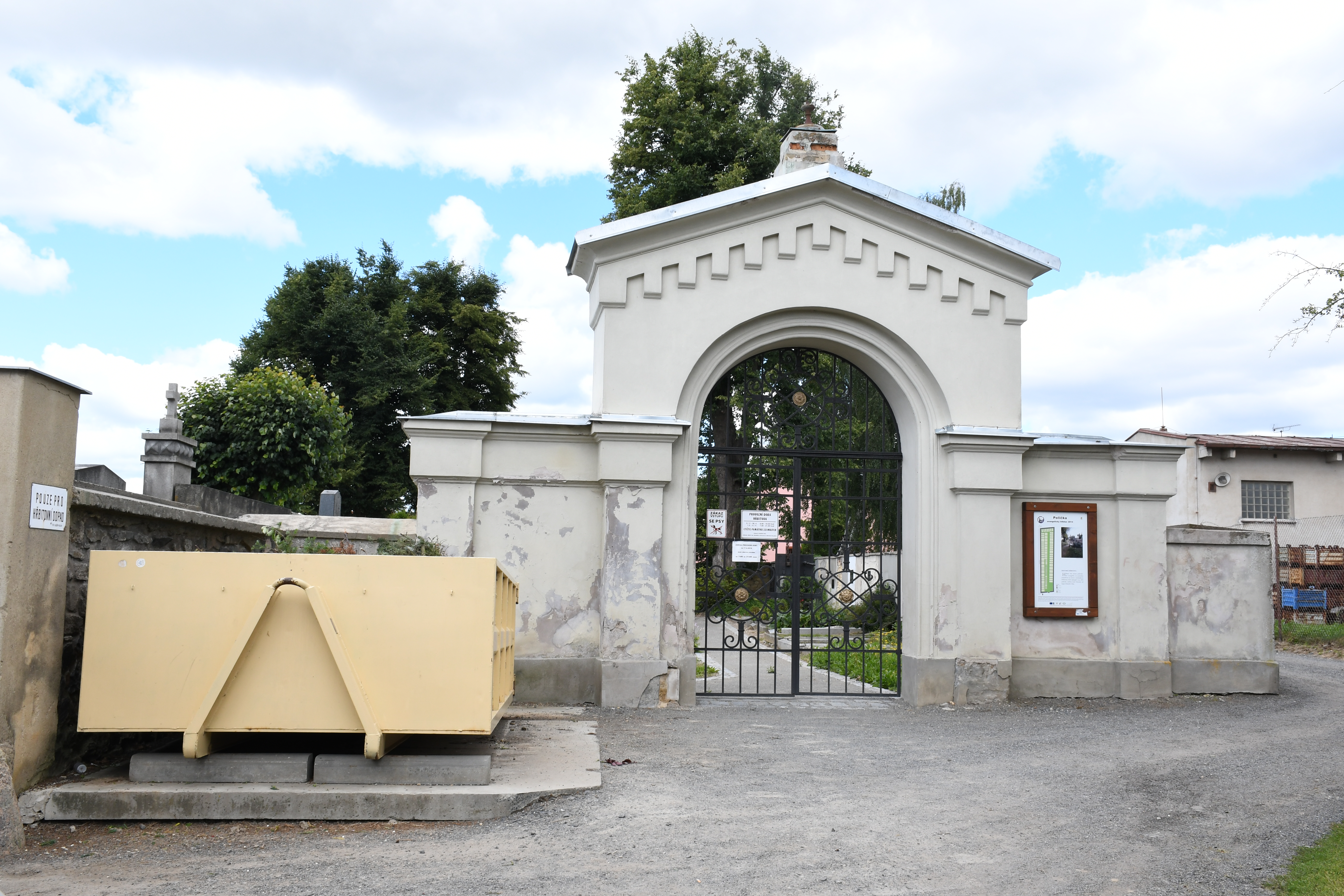
Vstupní brána
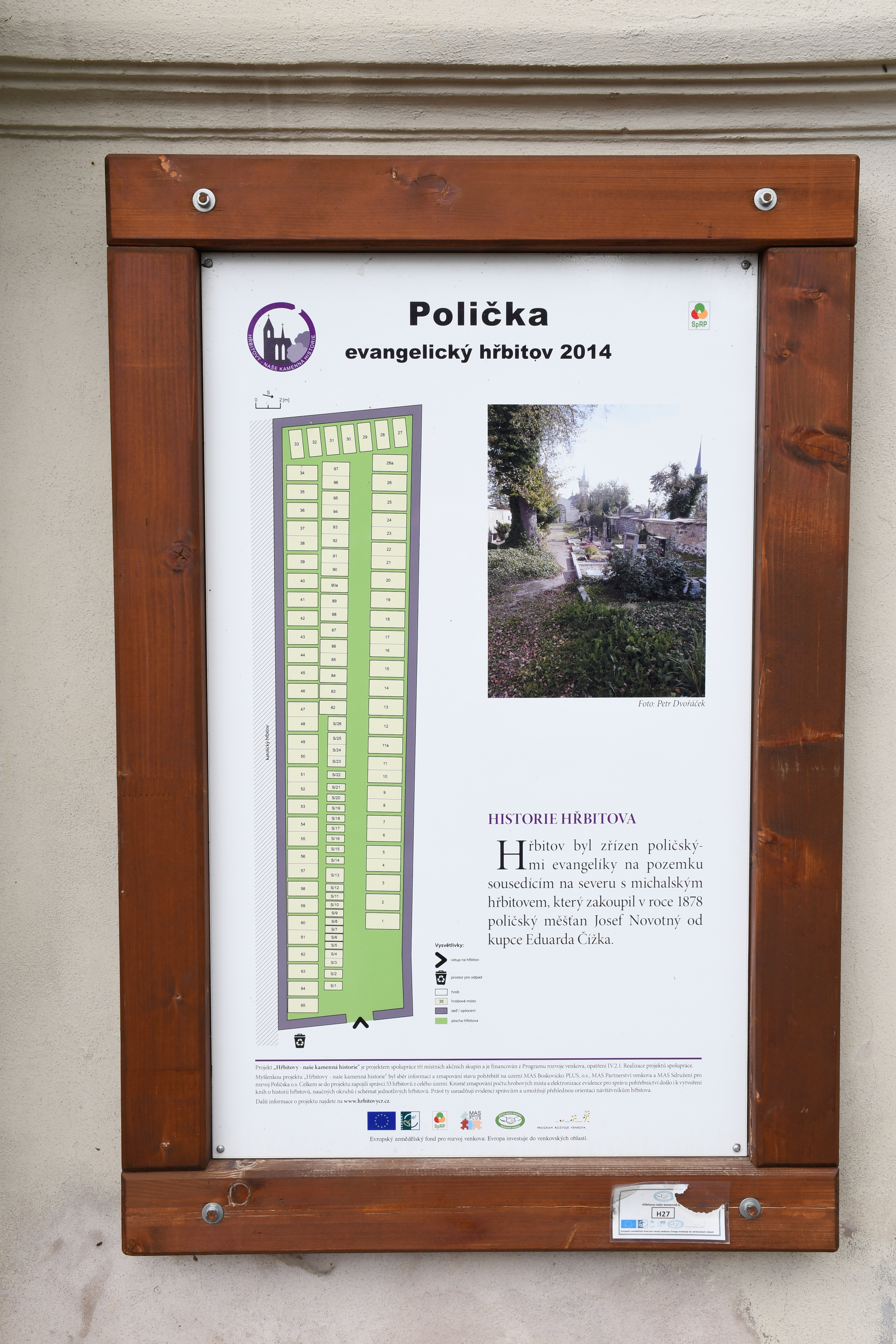
Informační tabule
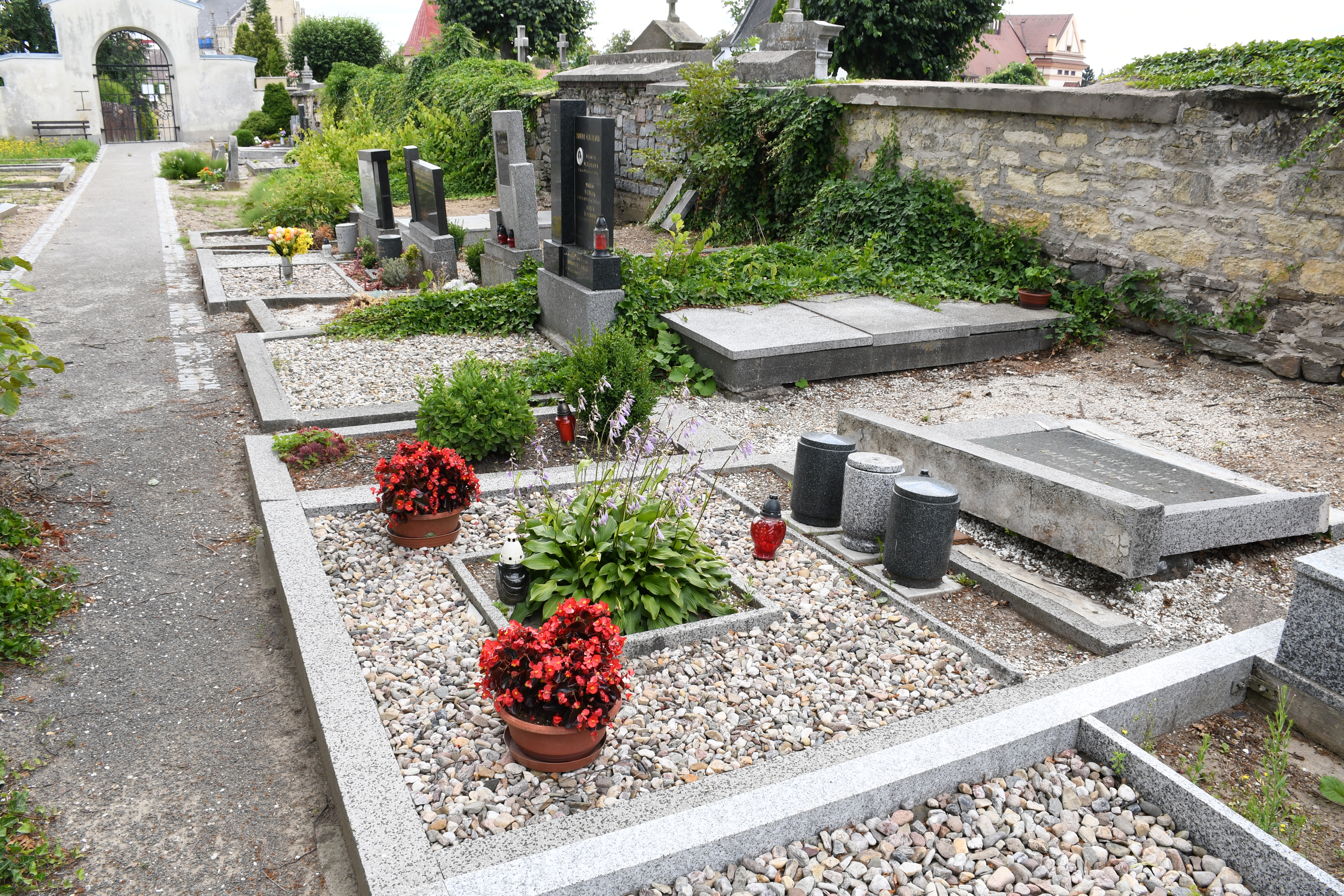
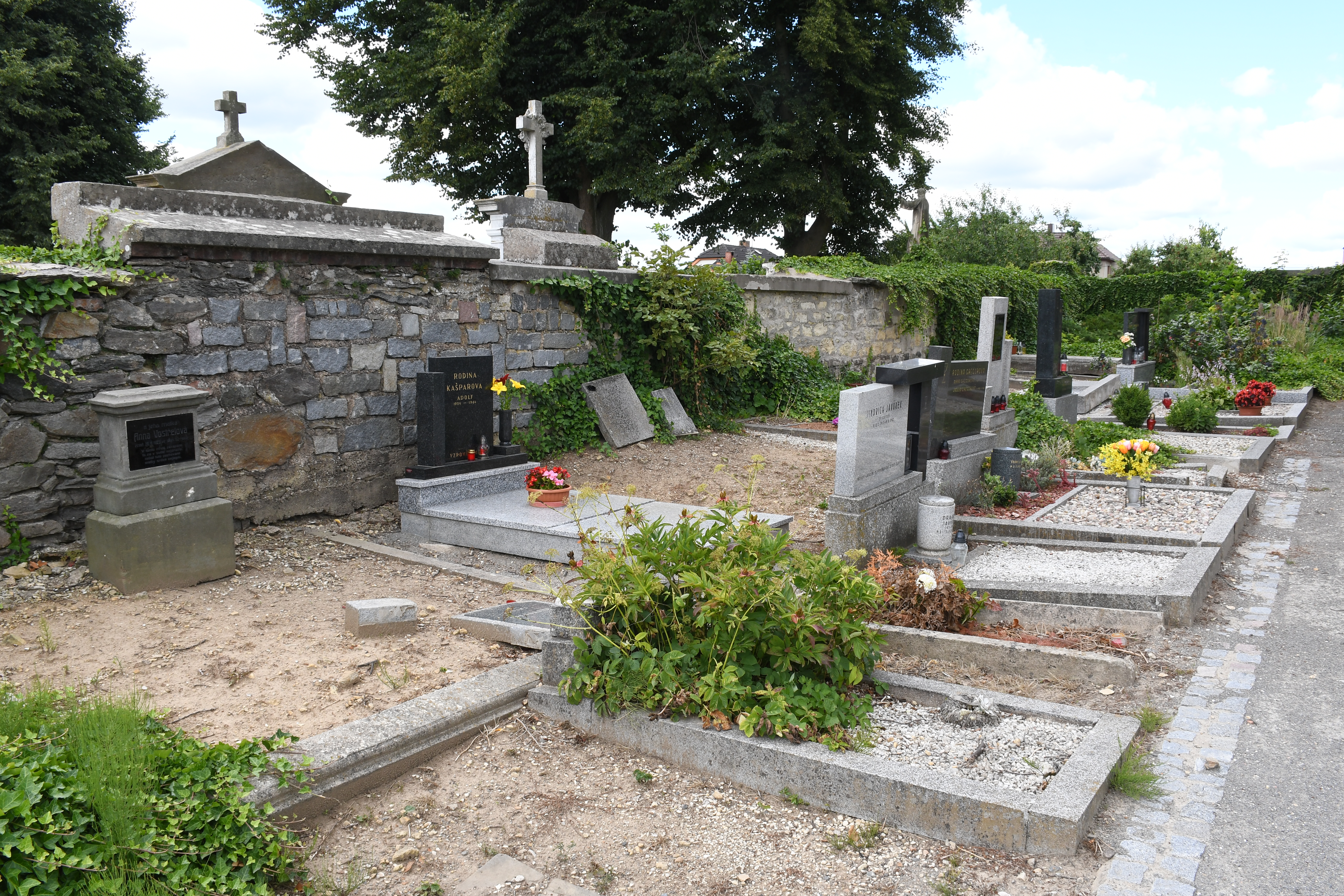